# 牛珠
牛珠（1502年—？），字光甫，河南開封府通許縣人，匠籍，明朝政治人物。同進士出身。

## 生平
嘉靖十三年（1534年）甲午科河南鄉試第三十五名舉人。嘉靖二十三年（1544年）中式甲辰科會試第二百七十九名，登第三甲第一百四十一名進士。授潞安府推官，三十年任湖广德安府同知。

## 家族
曾祖牛春；祖父牛增；父牛㫤，母李氏；繼母安氏。慈侍下。弟牛璜。